# Lauren Mitchell
Lauren Stephanie Mitchell (Perth, 23 de julio de 1991) es una gimnasta artística australiana, campeona mundial en la modalidad de suelo en 2010, y subcampeona mundial en 2009 en viga de equilibrio nuevamente en suelo.

## Carrera deportiva
En el Mundial celebrado en Londres en 2009 consigue la plata en la viga de equilibrio —tras la china Deng Linlin— y también la plata en suelo, tras la británica Elizabeth Tweddle.
En el Campeonato Mundial de Róterdam 2010 ganó el oro en el ejercicio de suelo.